# 橙黄假花耳
橙黄假花耳（学名：Dacryopinax aurantiaca）是属于花耳目花耳科假花耳属的一种真菌，生长在阔叶树朽木上。该种分布于马来西亚、中国、印度尼西亚、菲律宾、斯里兰卡等地。